# قلعة تكريت
قلعة تكريت قلعة أثرية في مدينة تكريت وسط شمال جمهورية العراق، أُنشئت قبل الميلاد، اُشتهرت القلعة بأنها مولد القائد الإسلامي صلاح الدين الأيوبي، وكان حينئذٍ أبو صلاح الدين نقيباً على تلك القلعة، قال أستاذ الآثار في جامعة تكريت إبراهيم حسين يوم 4 أيار سنة 2012 «تاريخ القلعة زاخر كتاريخ تكريت، التي تعود إلى سنوات قبل الميلاد، وعاشت فيها الكثير من الأقوام، واختلفت فيها القصص، ومن بينها مولد القائد صلاح الدين الأيوبي، الذي عاش فيها يوما واحدا، هو يوم ولادته، قبل أن ينتقل إلى الموصل».

## نشأتها
القلعة بيضوية الشكل، فوق مرتفع من الحجر الرملي، طولها من الشمال إلى الجنوب 435 متراً، وعَرضها من الشرق إلى الغرب 114 متراً، وارتفاعها بين 35 و40 متراً، يُحيط بها خندق من ثلاث جهات عدا الشرق حيث نهر دجلة، تُسمى القلعة تكريت العتيقة لأنها أقدم عهداً من المدينة، وذُكرت القلعة في نصوص بابلية وآشورية باسم برثه أو برثو منفرداً أو مقروناً باسم تكريت، وفي اللغة الأكدية معنى برثو هو قلعة وحصن، بُنيت القلعة على دجلة في طرف تكريت الأعلى شماليّ سامراء، بناها ملوك الفرس قبل الميلاد، واتخذوها مخازن للذخيرة، ومرصداً للمراقبة، وفتحها المسلمون في السنة الهجرية السادسة عشرة في عهد عمر بن الخطاب. أُسندت ولاية قلعة تكريت لوالد صلاح الدين الأفضل نجم الدين أيوب وكان حينئذٍ أكثر أهلها من الأكراد، وفقاً لعلي الصلابي.

## تفجيرها
في يوم 16 أيلول سنة 2014، لغم القلعةَ وفجرها تنظيم الدولة الإسلامية (داعش) وفقاً لقناة العربية نقلاً عن مروان ناجي الجبارة.
[بحاجة لمصدر أفضل]

## مقاطعة قلعة تكريت
قلعة تكريت في مقاطعة رقمها 6، اسمها مقاطعة قلعة تكريت، مساحتها 9217 دونماً عراقياً، وعدد سكانها 29716 حتى سنة 2010. وهي في مركز مدينة تكريت.